# Bogdănești, Bacău
Bogdanesti là một xã thuộc hạt Bacău, România. Dân số thời điểm năm 2002 là 2775 người.